# 이스트 벵골 FC
이스트 벵골 풋볼 클럽(벵골어: ইস্টবেঙ্গল ফুটবল ক্লাব, 영어: East Bengal Football Club), 흔히 이스트 벵골(벵골어: ইস্টবেঙ্গল, 영어: East Bengal)이라고 불리는 이 클럽은 서벵골주 콜카타에 위치한 인도의 프로 축구 클럽이다. 이 클럽은 인도 축구 리그 시스템의 최상위 리그인 인도 슈퍼리그에 참가한다.  이 클럽은 여러 차례의 내셔널 풋볼 리그 타이틀과 페더레이션 컵 트로피를 포함하여 국내 대회에서 상당한 성공을 거두었으며, 인도에서 가장 성공적인 축구 클럽 중 하나가 되었다.
1920년 8월에 창단된 이 클럽은 1922년에 인도 축구 협회에 가입하여 처음에는 캘커타 풋볼 리그 2부 리그에서 활약하다가 1924년에 1부 리그로 승격되었다. 이스트 벵골은 1942년에 첫 번째 1부 리그 타이틀을 획득했으며, 이후 다양한 부문에서 아낌없는 도움을 받아 39번이나 우승을 차지했다.

## 역사

### 형성
1920년 7월 28일, 조라바간은 쿠치베하르 컵에서 모훈 바간과 경기를 치를 예정이었다. 조라바간은 선발 11명을 보냈지만, 수비수 사일레쉬 보스를 제외하고는 공개되지 않은 이유로 팀에서 제외되었다. 당시 조라바간의 부회장이었던 수레쉬 찬드라 차우두리는 보스를 라인업에 포함시켜 달라고 요청했지만 헛수고였다. 그의 요청이 받아들여지지 않자 차우두리는 라자 만마타 나트 차우두리, 라메쉬 찬드라 센, 오로빈다 고쉬와 함께 클럽을 떠났다. 그들은 1920년 8월 1일, 조라바간 인근에서 스포츠 및 문화 협회로 이스트 벵골을 결성했다. 새로 결성된 클럽의 이름은 동벵골 출신의 창립자들이 환영했기 때문에 이스트 벵골이라는 이름이 선택되었다.

## 경기장
클럽은 1984년 솔트레이크 스타디움이 개장한 이후 크리켓 경기장으로 사용되고 있는 에덴 가든스를 포함하여 콜카타, 하우라, 바라사트의 여러 경기장을 사용해 왔다. 클럽이 처음 사용한 경기장은 콜카타 북부의 쿠마르툴리 공원이었다.

### 솔트레이크 스타디움
솔트레이크 스타디움, 비베카난다 유바 바라티 크리란간(VIBK)으로도 알려진 이 경기장은 1984년에 지어진 콜카타의 다목적 경기장이다. 솔트레이크 스타디움은 이스트 벵골의 홈 경기가 대부분 개최된다. 경기장의 총 수용 인원은 85,000명이었으나 68,000명으로 변경되었다.

### 이스트 벵골 그라운드
이스트 벵골 그라운드는 콜카타에 위치해 있으며 클럽의 역사적인 홈구장이다. 이 경기장은 포트윌리엄 북쪽의 마이단 지역과 에덴 가든스 근처에 위치해 있다. 이 경기장은 주로 캘커타 풋볼 리그 경기와 아카데미, 여자, 하키 팀이 사용한다. 경기장의 총 수용 인원은 23,500명이다.

## 선수 명단

### 현역
참고: FIFA 자격 규정에 따라 소속된 국가대표팀 국기를 표시합니다. 선수는 복수의 FIFA 비회원국 국적을 가지고 있을 수 있습니다.
| 번호 | 포지션 | 국적   | 이름             |
| ---- | ------ | ------ | ---------------- |
| 28   | FW     | 카메룬 | 라파엘 메시 불리 |
| 29   | FW     | 인도   | 나오렘 마헤쉬 싱 |

| 번호 | 포지션 | 국적 | 이름 |
| ---- | ------ | ---- | ---- |

## 역대 감독
| 감독            | 임기        |
| --------------- | ----------- |
| 로비 파울러     | 2020 ~ 2021 |
| 오스카르 브루손 | 2024 ~      |

## 라이벌
같은 연고지의 모훈 바간 AC와 벌이는 콜카타 더비는 아시아에서도 손꼽히는 더비 매치이다.